# خلیج شلیخف

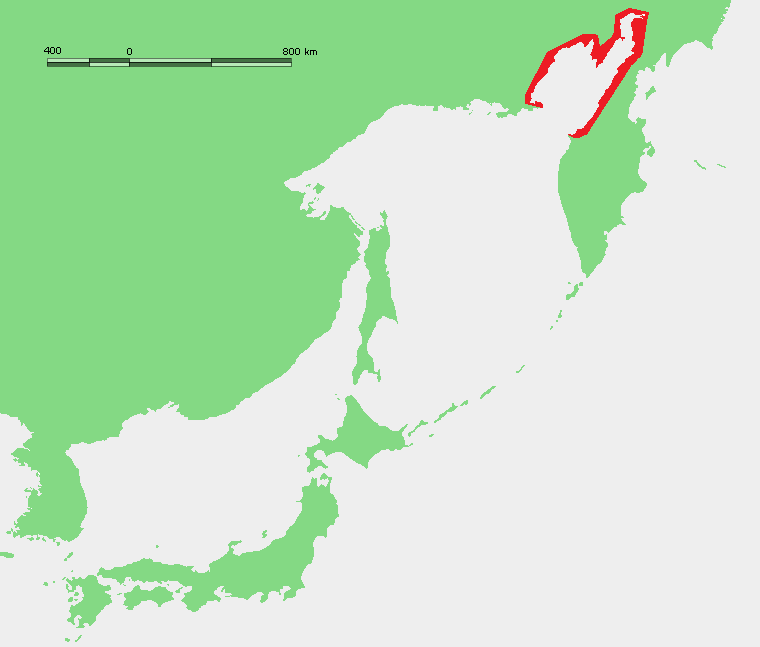
موقعیت خلیج شلیخف در دریای اخوتسک.

خلیج شلیخف (به روسی: залив Шелихова) خلیجی بزرگ در سواحل شمال غربی کامچاتکا در روسیه است. این خلیج در گوشه شمالی دریای اخوتسک قرار دارد و به دو ساحل عمده تقسیم می‌شود. ساحل گیژیگین در غرب و ساحل پنژین در شرق.
این خلیج بنام کاوشگر سرشناس روس، گریگوری شلیخف به این نام نامیده شده است.